# 구글 TV
구글 TV(일부 지역에서의 다른 이름: Google Play Movies & TV, Google Play Movies)는 구글이 운영하는 온라인 주문형 비디오 서비스이다. 이 서비스는 사용 가능한 품목에 따라 구매 또는 대여를 통해 영화와 텔레비전 쇼를 제공한다. 이 서비스는 2011년 5월 구글 영화(Google Movies)라는 이름으로 처음 런칭하였다가 나중에 구글 플레이 영화 & TV(Google Play Movies & TV)라는 이름으로 변경되었고 이후 2012년 구글 플레이 디지털 배급 서비스에 통합되었다.
구글은 대부분의 콘텐츠가 고선명(HD)로 이용이 가능하며 4K 울트라 HD 동영상 옵션이 2016년 12월을 기점으로 선별 타이틀에 제공되었다고 주장한다. 콘텐츠는 스트리밍 기기, 구글 플레이 웹사이트, 구글 크롬 웹 브라우저 확장 기능을 통해, 안드로이드 및 iOS 장치의 모바일 앱을 통해 시청이 가능하다. 모바일 앱과 장치를 통해 오프라인 다운로드를 지원한다.
2020년 9월, 미국에서 구글 플레이 영화 & TV용 안드로이드 앱의 이름이 구글 TV로 이름이 바뀌었으며 스트리밍 서비스를 경유하여 콘텐츠 애그리게이션이 추가되었다. 이 새로운 브랜드화는 크롬캐스트 미디어 스트리머의 안드로이드 TV 운영 체제용 동일한 이름의 사용자 인터페이스의 데뷔와 결부되었다. 구글 TV 사용자 인터페이스는 구글 TV 비디오 서비스와 깊숙히 연동된다.

구글 플레이의 영화 이용 가능 지역
구글 플레이의 TV 쇼 이용 가능 지역